# Delphinidae
Famille
Sous-familles de rang inférieur
- Cephalorhynchinae - 4 espèces
- Delphininae - 14 espèces
- Globicephalinae - 7 espèces
- Lissodelphinae - 2 espèces
- Orcininae  - 2 espèces
- Orcaellinae - 2 espèces

Les Delphinidés (Delphinidae) forment une famille de mammifères marins odontocètes, comprenant entre autres les dauphins, les sténelles, les globicéphales et les orques. Carnivores, ils mangent divers poissons, céphalopodes, crustacés et même d'autres mammifères marins ainsi que le fait l'orque ou épaulard.

## Description

### Morphologie
La silhouette a un fuselage hydrodynamique et musclé comme les poissons, avec lesquels ils partagent plusieurs caractéristiques analogues par convergence évolutive telles que :
- nageoire caudale
- nageoires pectorales
- aileron dorsal
- yeux hypermétropes à l'air libre, en position latérale

Cependant, du fait de leurs ancêtres terrestres, les Delphinidae :
- ne respirent pas l'eau à l'aide de branchies, mais l'air à l'aide de leurs poumons via leur narine unique ou « évent »
- ne possèdent pas d'écailles sur leur tégument, mais une peau très lisse de consistance caoutchouteuse, très irriguée en sang lors de la nage rapide
- portent leurs fœtus dans l'utérus, après quoi le petit naît queue en premier (pratique assez inhabituelle chez les thériens)
- ne possèdent pas de sens de l'odorat
- se propulsent par mouvements caudaux verticaux

#### Dimensions
La longueur varie de 1,3 mètre à plus de 9 mètres pour un poids variant de 50 kilogrammes à 9 tonnes en fonction des espèces et du sexe.

#### Tête

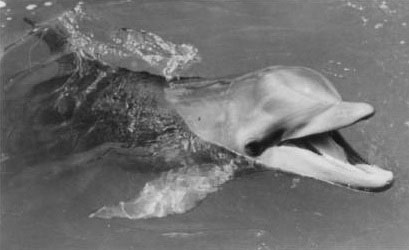
Flipper le dauphin.

Beaucoup de gens identifient facilement les têtes de Delphinidae depuis Flipper le dauphin et bien d'autres œuvres des grand et petit écrans.
La tête forme un cône arrondi, avec à son extrémité le bout des mâchoires qui forment un rostre plus ou moins prononcé selon les espèces. Surplombant la mâchoire supérieure, le melon occupe la majeure partie du front et sert à la fois à briser la vague d'étrave lors de la nage, autant que de caisse de résonance au système vocal et d'écholocation.
Les yeux sont situés de part et d'autre du crâne (disposition inhabituelle chez des mammifères prédateurs). Avec un foyer focal très court, l'œil est hypermétrope à l'air libre mais voit parfaitement sous l'eau. Certaines espèces d'eau douce ont des yeux sous-développés, car peu utilisés du fait de la turbidité de leur habitat naturel. Tous les Delphinadae compensent la vision de face et à distance avec leur sens de l'écholocation.
Les oreilles sans pavillon sont présentes sous la forme de trous situés juste derrière les yeux. La mâchoire joue aussi un rôle essentiel dans l'ouïe et l'écholocation, transmettant à l'oreille moyenne les vibrations reçues.
L'évent, narine unique, est situé au sommet de la face crânienne, juste après le melon. Il est fermé par un sphincter dont l'ouverture est volontaire, d'où un cycle de sommeil particulier. À l'intérieur de l'évent sont situés les organes vocaux.
Il n'y a pas de joue ni de lèvre au niveau des mâchoires. L'ouverture fendue de la bouche ressemble beaucoup à un sourire aux yeux d'un humain. Certains associent ce sourire au bruit que fait l'évent lorsque le dauphin vocalise à l'air libre, mais les Delphinidae ne peuvent vocaliser ni respirer par la bouche à cause de l'organisation des voies respiratoires. Les mâchoires sont couvertes de petites dents coniques toutes semblables, aptes à capturer des proies mais pas à mâcher. La langue est plate et presque collée au plancher buccal.
Le cerveau est volumineux par rapport au reste du corps, ce qui inciterait à penser que les cétacés soient très intelligents. Il n'a cependant pas la même morphologie ni vraiment le même fonctionnement qu'un cerveau humain, en particulier durant les phases de sommeil.

#### Corps
Le corps a un aspect lisse hydrodynamique profilé dans la continuité de la tête. Le cou est très rigide chez la plupart des espèces, ne permettant que des mouvements restreints de la tête.
Les nageoires pectorales ont évolué à partir de pattes antérieures en conservant la plupart des os. Elles se situent sous le corps de part et d'autre de la face ventrale, juste derrière le cou.
Le dos présente un aileron ou nageoire dorsale qui peut présenter la forme d'une faucille, d'un triangle, être arrondi ou même être absent, remplacé alors par une ligne turgescente comme chez le dauphin aptère.
Le ventre présente plusieurs fentes :
- la fente génitale, flanquée chez les femelles des fentes mammaires par lesquelles elles font saillir leurs mamelles lors de l'allaitement
- la fente anale

Deux os vestigiels à l'intérieur des flancs arrière résument ce qu'il reste de la ceinture pelvienne.

#### Queue
La queue a une section conique, avec des vertèbres très imbriquées au début et plus libres au bout, ce qui permet des mouvements avec une souplesse croissante.
Le bout de la queue supporte la nageoire caudale : un plateau bilatéral très large et assez court (façon ailerons) possédant une fente en son milieu.

### Physiologie et particularités
Certains Delphinidae peuvent vivre plus de 90 ans, comme l'orque en milieu sauvage.

#### Respiration
La respiration est volontaire. De fait, les cétacés sont toujours un minimum conscients.
Les dauphins renouvellent 90 % de l'air de leurs poumons en une seule respiration.
Certains dauphins peuvent plonger jusqu'à 260 mètres de profondeur et rester en apnée pendant près d'un quart d'heure mais ils ne restent en général sous l'eau que pendant quelques minutes.
Lors de la descente en profondeur, les organes sont de moins en moins irrigués au profit du cerveau, et le rythme cardiaque ralentit.

#### Régulation thermique
Ce sont des homéothermes (35 à 36 °C). Comme il ne possède pas de glandes sudoripares, le dauphin évacue la chaleur à travers ses nageoires, largement irriguées de sang.
Les testicules sont notamment refroidis par un réseau particulier de vaisseaux sanguins.

#### Nage, sauts et agilité
Les cétacés sont connus pour être d'excellents nageurs, Ils peuvent nager à 60km/h, les Delphinidae étant réputés particulièrement rapides et même agiles en cabrioles tant aériennes qu'aquatiques.
Lors de la nage rapide, la peau est très irriguée en sang afin de réchauffer l'eau autour du corps et perturber les tourbillons du sillage, lesquels ont tendance à créer de l'inertie en milieu liquide. Beaucoup de Delphinidae sautent hors de l'eau par brefs bonds successifs pour réduire encore les forces de frottement et augmenter leur vitesse.
Il arrive aussi à certaines espèces d'effectuer des échouages volontaires pour chasser des proies sur le rivage, notamment les épaulards.

#### Sommeil
Les cétacés ayant une respiration volontaire, leur cerveau n'entre en phase de sommeil que par moitié (droite-gauche), fermant l'œil du côté « qui dort » et adoptant une nage ralentie.
L'état de conscience semble altéré mais continu, avec la possibilité de repasser instantanément en réveil complet en cas de stimuli stressants.

#### Intelligence
Le dauphin a un cerveau presque aussi gros que celui de l'Homme, comparativement à leur masse corporelle. On pourrait donc penser que les Delphinidae ont tendance à être intelligents, bien que chez l'humain les variations individuelles normales ne montrent aucun lien entre le paramètre taille du cerveau et intelligence.
On reconnaît volontiers aux Delphinidae beaucoup de traits comportementaux propres à une intelligence tant sociale que ludique.

#### Reproduction
Le temps de gestation est de l'ordre d'un an chez les petites espèces et de seize mois chez les plus grosses, au terme de laquelle un seul petit est mis au monde, queue la première. Souvent une femelle tierce ou « marraine » accompagne le petit pour aller prendre sa première respiration. La nage est instinctive, mais les nouveau-nés semblent avoir du mal à situer la surface.
Le petit ne suce pas. Au lieu de ça, il présente la langue en goulot à la mamelle de sa mère. Celle-ci contracte alors les muscles qui entourent sa glande mammaire pour faire gicler le lait jusque dans la bouche du jeune. Il sera allaité pendant 2 à 8 mois.
La maturité sexuelle se situe souvent aux environs des 5 ou 6 ans.

## Éthologie
Les Delphinidae vivent en groupes coopératifs familiaux stables et soudés, le plus souvent menés par la ou les femelles plus âgée(s). Certains groupes ou rassemblements peuvent compter d'une dizaine à plus d'une centaine d'individus.
Les Delphinidae n'hésitent pas à pratiquer des coopérations entre groupes, parfois d'espèces différentes comme observé en Nouvelle-Zélande,.
Certaines espèces migrent quand d'autres sont territoriales.
Leur sexualité semble débordante lors des périodes de reproduction, mais elle existe aussi en dehors de ces périodes (d'où suspicion d'une certaine lucidité dans l'acte sexuel).
Les Delphinidae sont éventuellement friands de contacts avec les humains dans certaines régions.
Certaines études ont mis en lumière des signatures vocales qui équivaudraient à notre prénom, permettant aux membres d'un groupe de se reconnaître et de s'interpeller.
Il arrive qu'on assiste à des échouages collectifs inexpliqués.

## Habitat
Les Delphinidae peuplent quasiment toutes les mers tempérées et tropicales du globe, les régions pélagiques comme le plein océan. Anecdotiquement, certaines espèces vivent en estuaire ou occupent une niche fluviale (ces dernières espèces sont toutes très menacées de disparition).

## Prédateurs et concurrence
Les épaulards ont naturellement tendance à chasser les autres mammifères marins, Delphinidae et mysticètes compris.
Les gros requins sont également de la partie, ciblant particulièrement les jeunes et les individus isolés affaiblis. Néanmoins la cohésion de groupe des Delphinidae l'emporte souvent lors des confrontations éventuellement mortelles.
L'humain est aussi un chasseur de cétacés y compris de Delphinidae, en fonction du milieu culturel. C'est notamment vrai pour certaines régions comme le Sud-Est asiatique, le Nord de l'Eurasie et de l'Amérique, ainsi que certains pays d'Amérique du Sud.
Certains Delphinidae n'hésitent pas à attaquer des groupes ou espèces avec lesquels ils entrent en concurrence. On a notamment enregistré des attaques de marsouins par des dauphins dans les eaux irlandaises.

## Systématique
La famille des Delphinidae appartient au sous-ordre des Odontoceti (marsouins, cachalots...) dans l'ordre des Cetacea (baleines, rorquals). Sur le plan phylogénétique, ils sont en revanche très éloignés des autres mammifères marins que sont les Sirenia (lamantin, dugong).

### Histoire évolutive

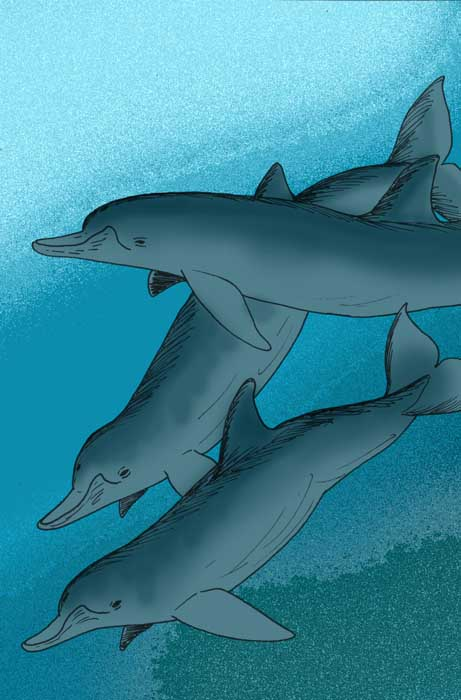
Reconstitution d' Australodelphis mirus

Les premiers véritables dauphins étaient apparus il y a environ 35 millions d'années dont les plus célèbres : Kentriodon et Squalodon .

### Classification
Les Delphinidae comptent 32 espèces différentes. Les noms vernaculaires indiqués ci-dessous sont les noms le plus souvent utilisés mais il existe cependant de nombreuses variations.
- Sous-famille Cephalorhynchinae (ou Cephalorhynchidae) — Céphalorhynchidés
  - Genre Cephalorhynchus
    - Cephalorhynchus commersonii — Céphalorhynque de Commerson
    - Cephalorhynchus heavisidii — Céphalorhynque de Heaviside
    - Cephalorhynchus hectori — Céphalorhynque d'Hector
    - Cephalorhynchus eutropia — Céphalorhynque noir

  - Genre Sotalia
    - Sotalia fluviatilis — Sotalia

  - Genre Sousa
    - Sousa teuszii — Dauphin à bosse de l'Atlantique
    - Sousa plumbea — Dauphin à bosse de l'océan Indien
    - Sousa chinensis — Dauphin à bosse du Pacifique
- Sous-famille Delphininae — Delphininés
  - Genre Delphinus
    - Delphinus delphis — Dauphin commun à bec court
    - Delphinus capensis — Dauphin commun à bec long
    - Delphinus tropicalis

  - Genre Lagenodelphis
    - Lagenodelphis hosei — Dauphin de Fraser

  - Genre Lagenorhynchus
    - Lagenorhynchus albirostris — Lagénorhynque à bec blanc
    - Lagenorhynchus acutus — Lagénorhynque à flancs blancs de l'Atlantique
    - Lagenorhynchus obliquidens — Lagénorhynque à flancs blancs du Pacifique
    - Lagenorhynchus obscurus — Lagénorhynque obscur
    - Lagenorhynchus australis — Lagénorhynque de Peale
    - Lagenorhynchus cruciger — Lagénorhynque sablier

  - Genre Lissodelphis
    - Lissodelphis peronii — Lissodelphis austral
    - Lissodelphis borealis — Lissodelphis boréal

  - Genre Stenella
    - Stenella coeruleoalba — Dauphin bleu et blanc
    - Stenella clymene — Dauphin clymène
    - Stenella longirostris — Dauphin à long bec
    - Stenella frontalis — Dauphin tacheté de l'Atlantique
    - Stenella attenuata — Dauphin tacheté pantropical

  - Genre Steno
    - Steno bredanensis — Sténo

  - Genre Tursiops
    - Tursiops aduncus (Ehrenberg, 1833) -- Grand dauphin de l'océan Indien
    - Tursiops truncatus — Grand dauphin
- Sous-famille Globicephalinae — Globicéphalinés
  - Genre Feresa
    - Feresa attenuata — Orque pygmée

  - Genre Globicephala
    - Globicephala melas — Globicéphale noir
    - Globicephala macrorhynchus — Globicéphale tropical

  - Genre Grampus
    - Grampus griseus — Dauphin de Risso

  - Genre Peponocephala
    - Peponocephala electra — Péponocéphale
- Sous-famille Orcaellinae — Orcellinés
  - Genre Orcaella
    - Orcaella brevirostris — Dauphin de l'Irrawaddy
    - Orcaella heinsohni - Dauphin à aileron retroussé d'Australie (traduction de l'anglais)
- Sous-famille Orcininae — Orcininés
  - Genre Orcinus
    - Orcinus orca — Orque

  - Genre Pseudorca
    - Pseudorca crassidens — Fausse orque

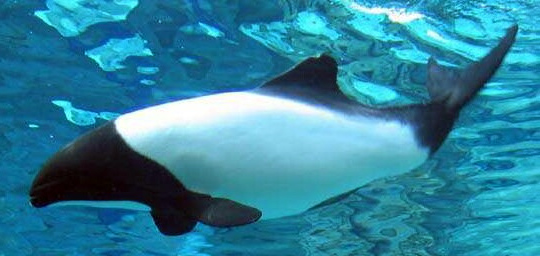
Cephalorhynchus commersonii
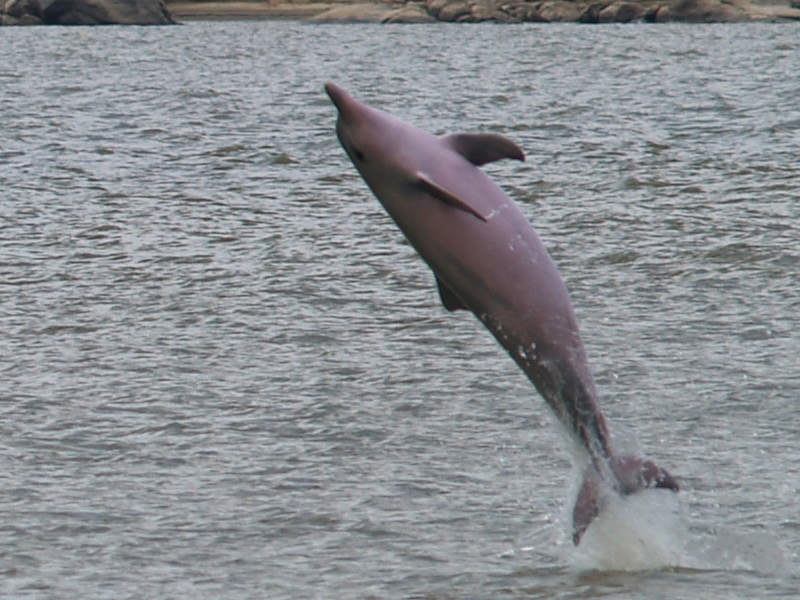
Sotalia fluviatilis
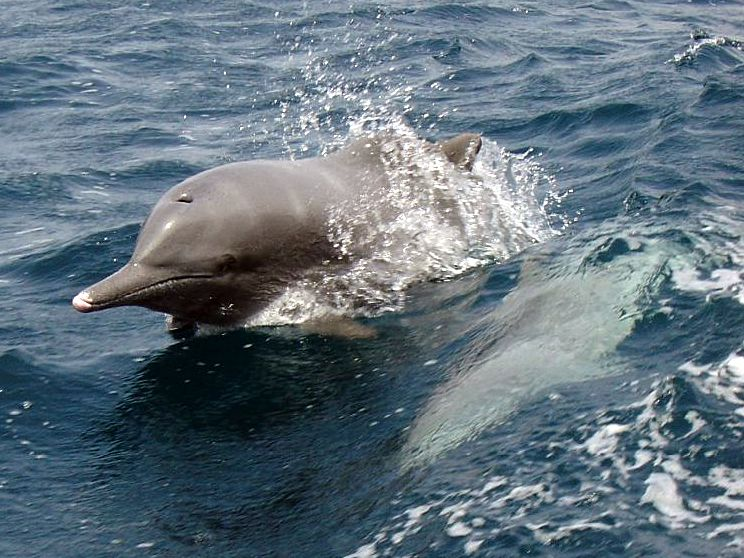
Sousa plumbea
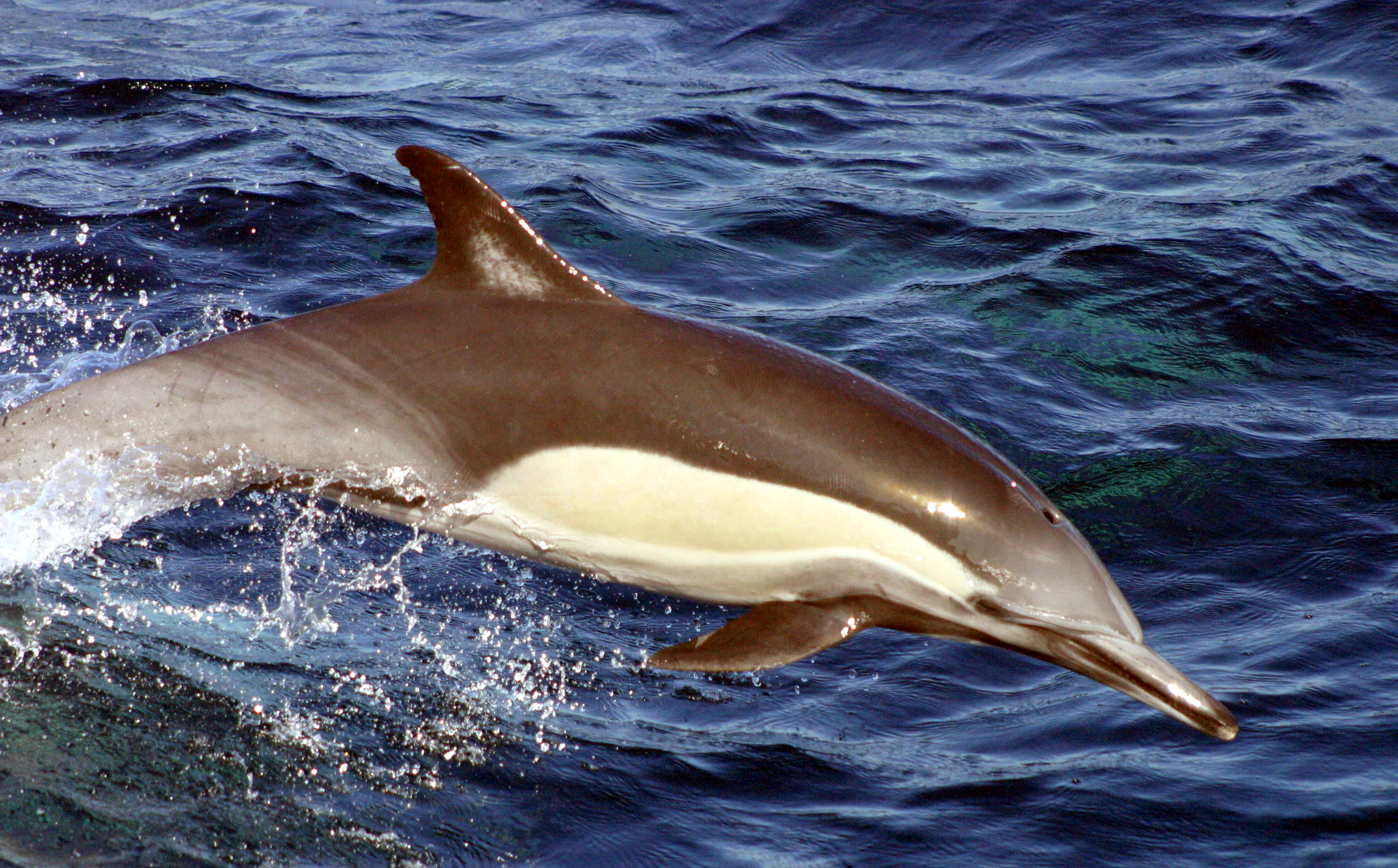
Delphinus capensis
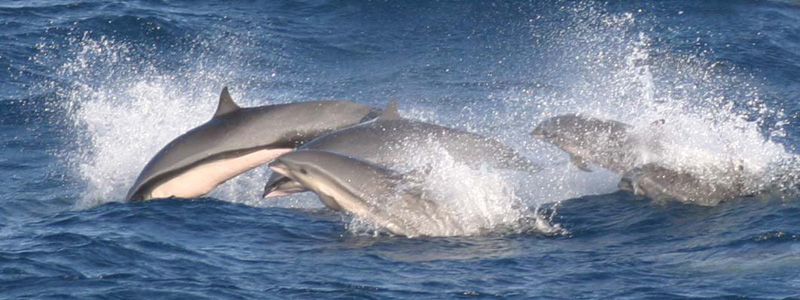
Lagenodelphis hosei
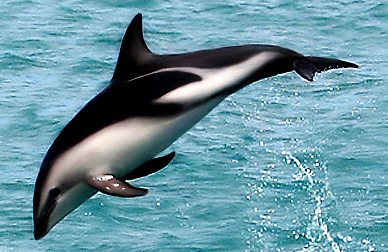
Lagenorhynchus obscurus
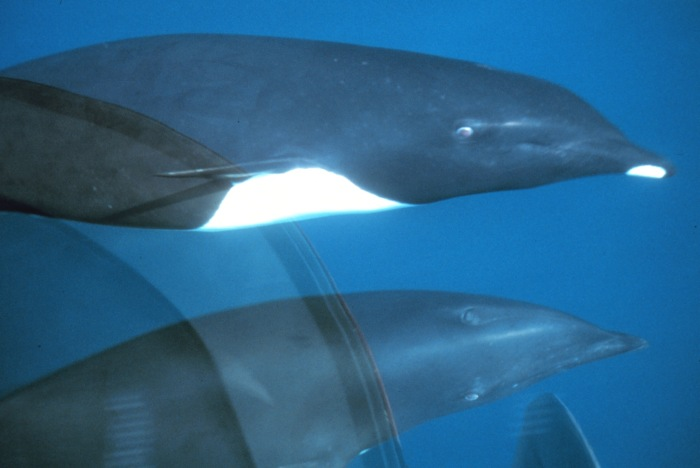
Lissodelphis borealis
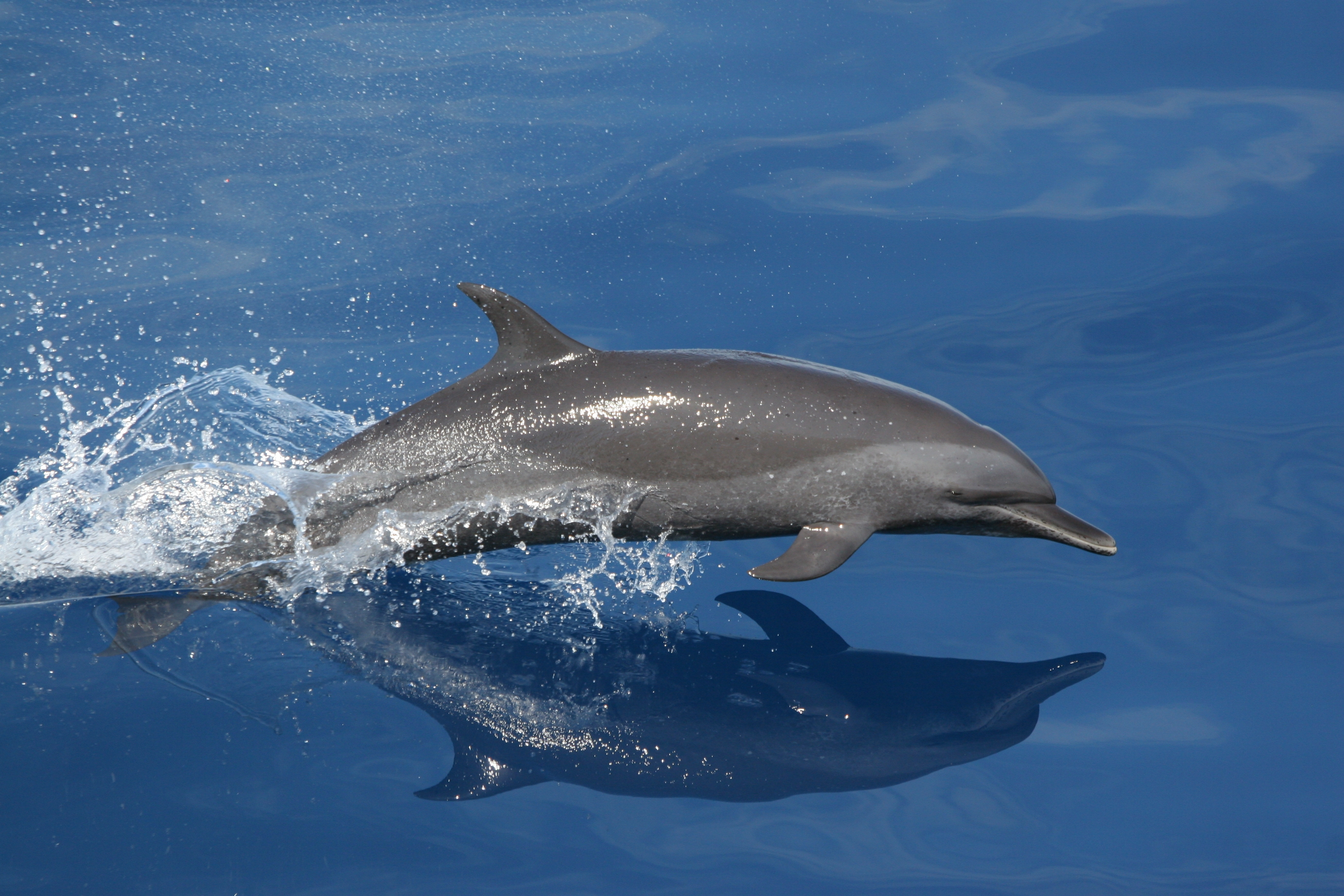
Stenella attenuata
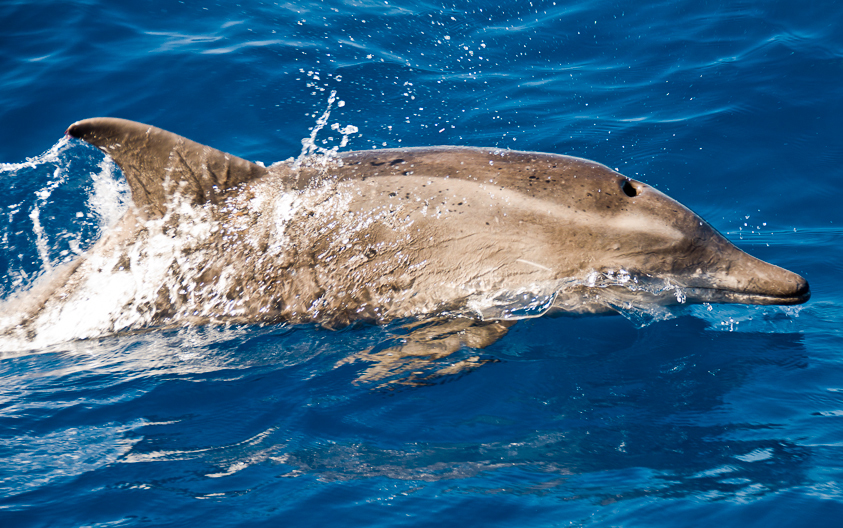
Steno bredanensis
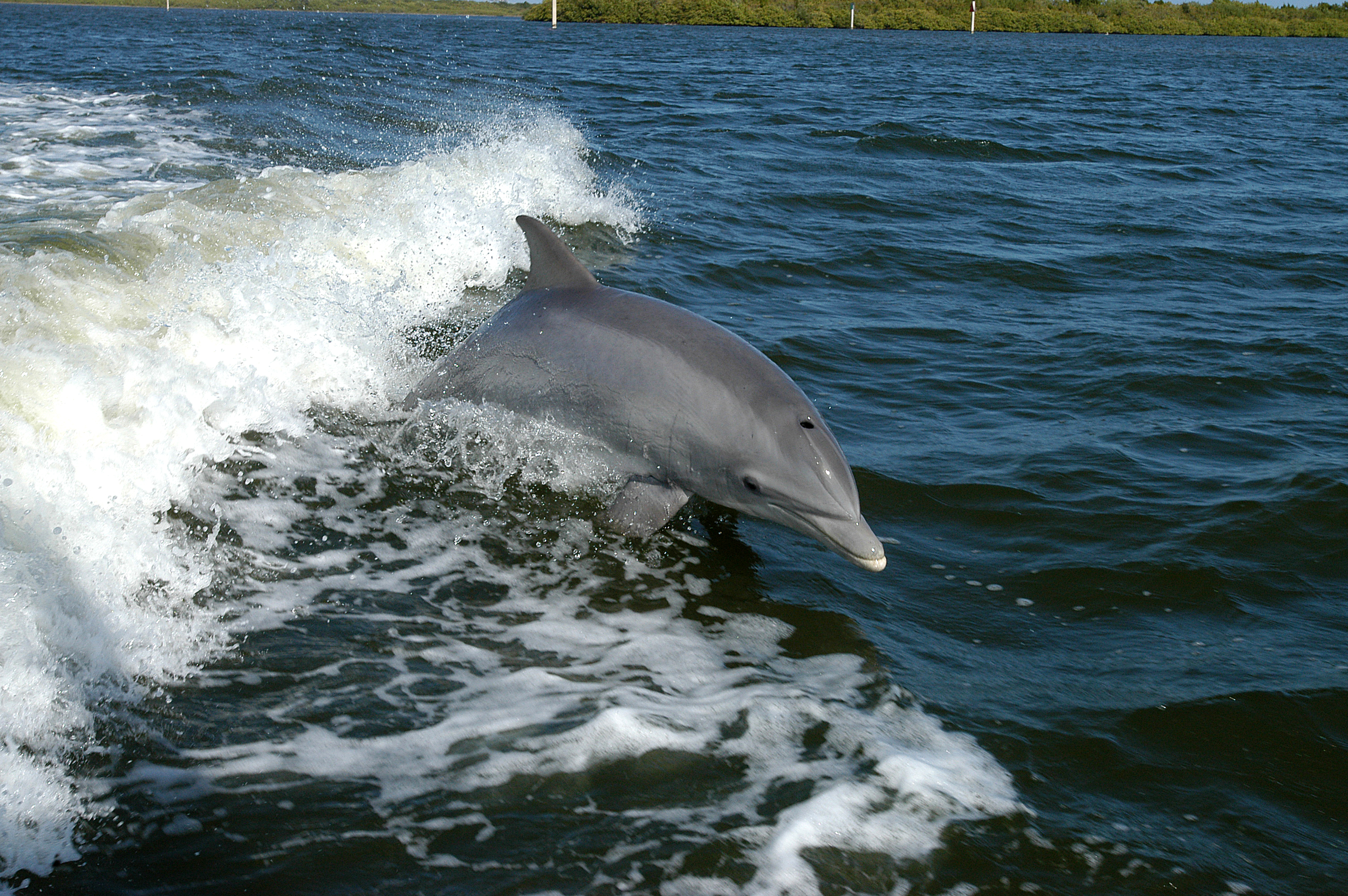
Tursiops truncatus
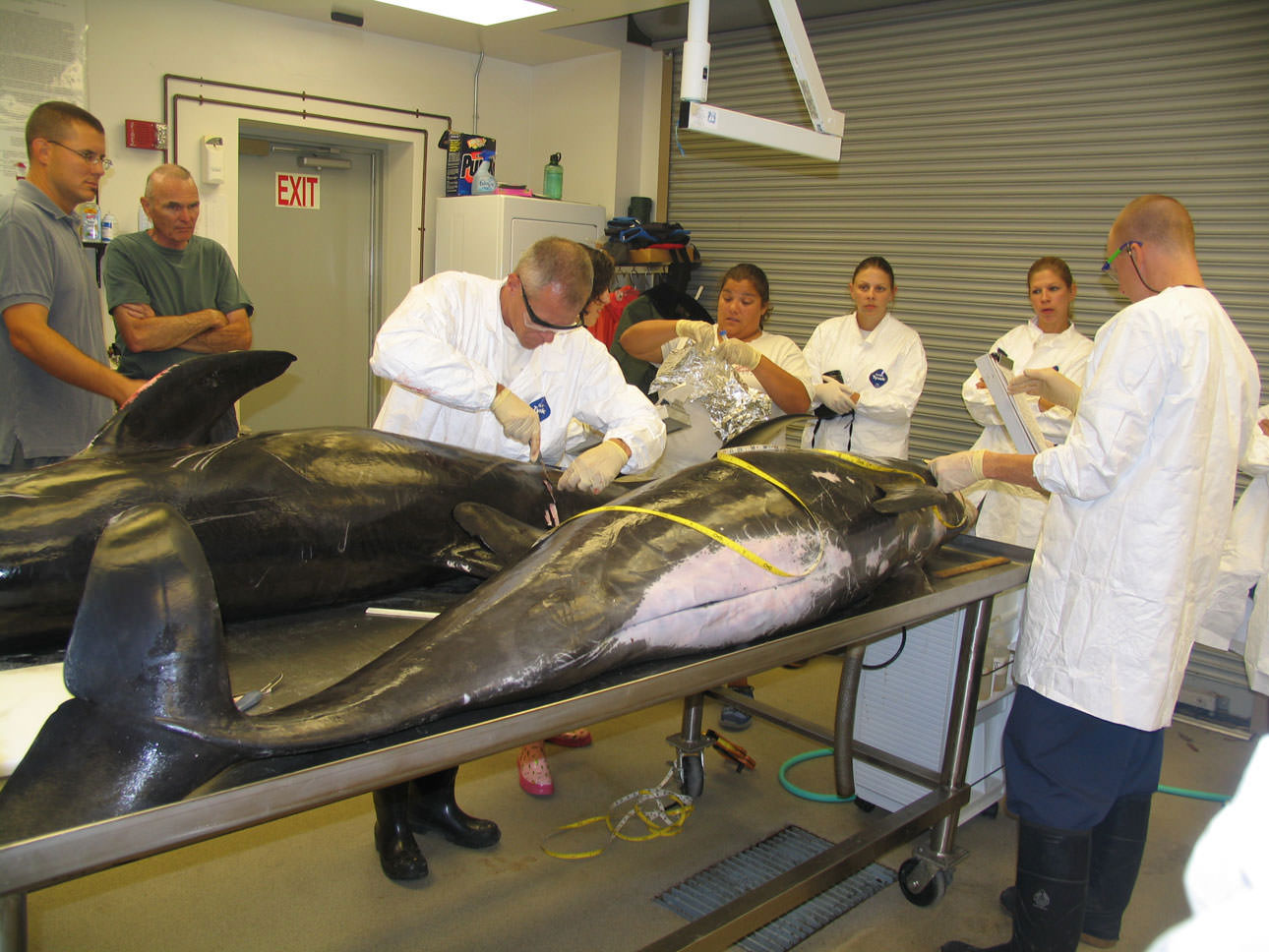
Feresa attenuata
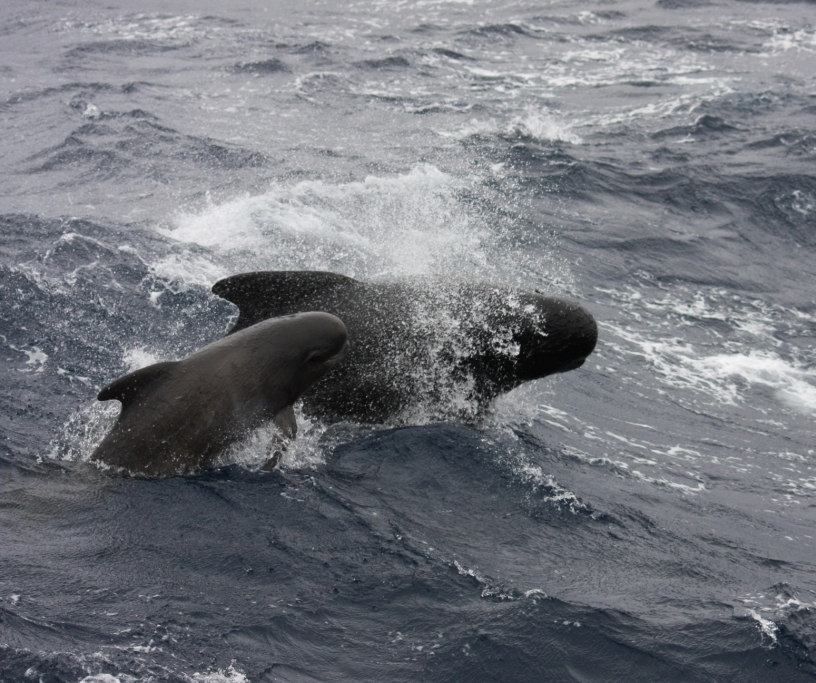
Globicephala melas
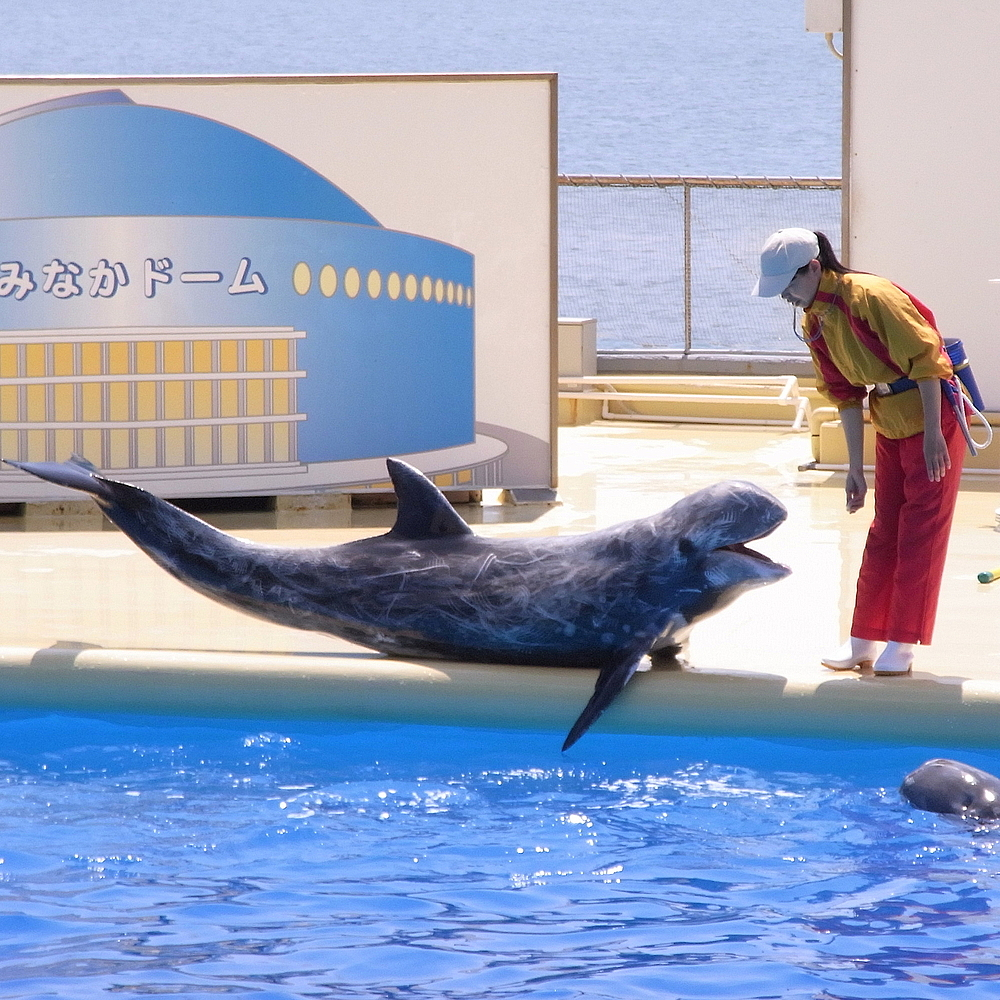
Grampus griseus
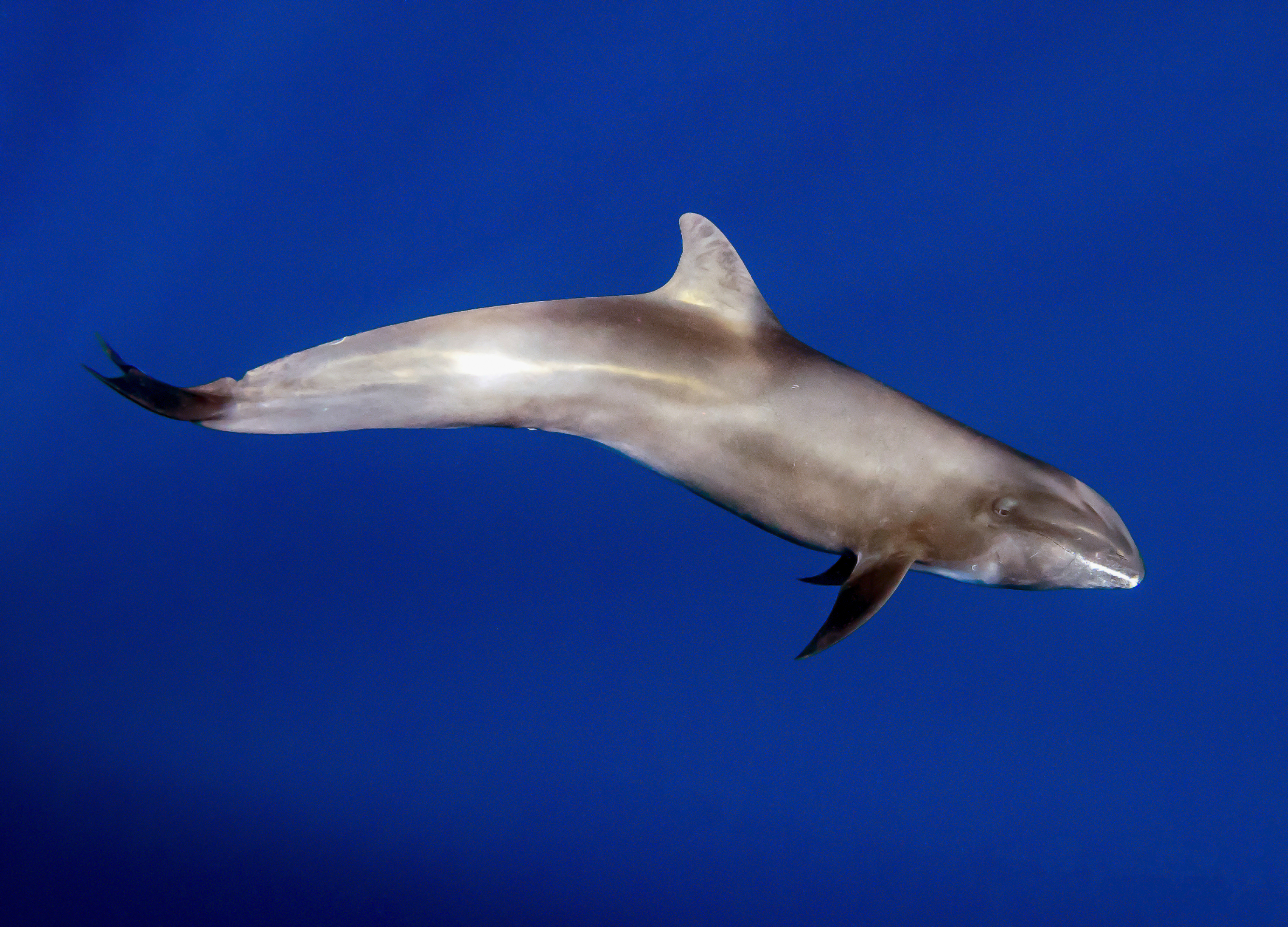
Peponocephala electra
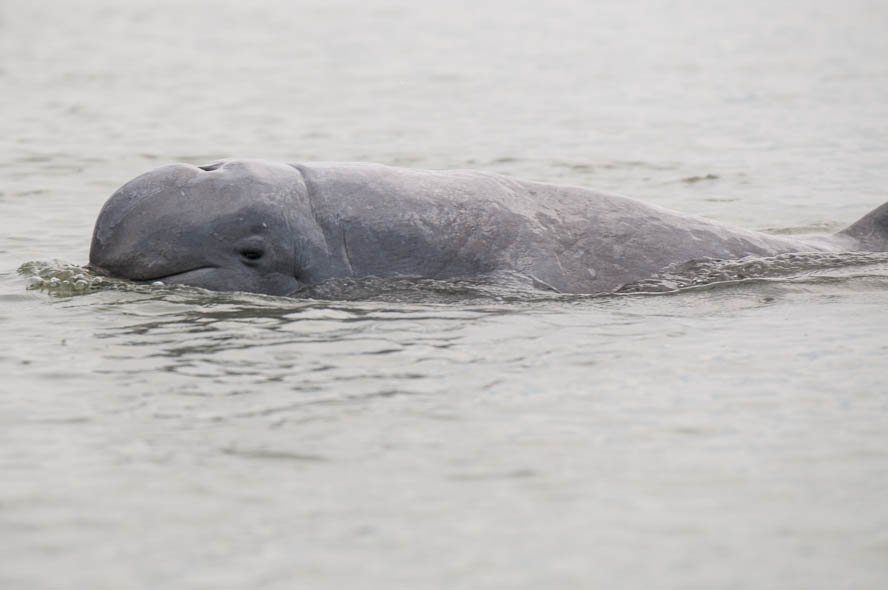
Orcaella brevirostris
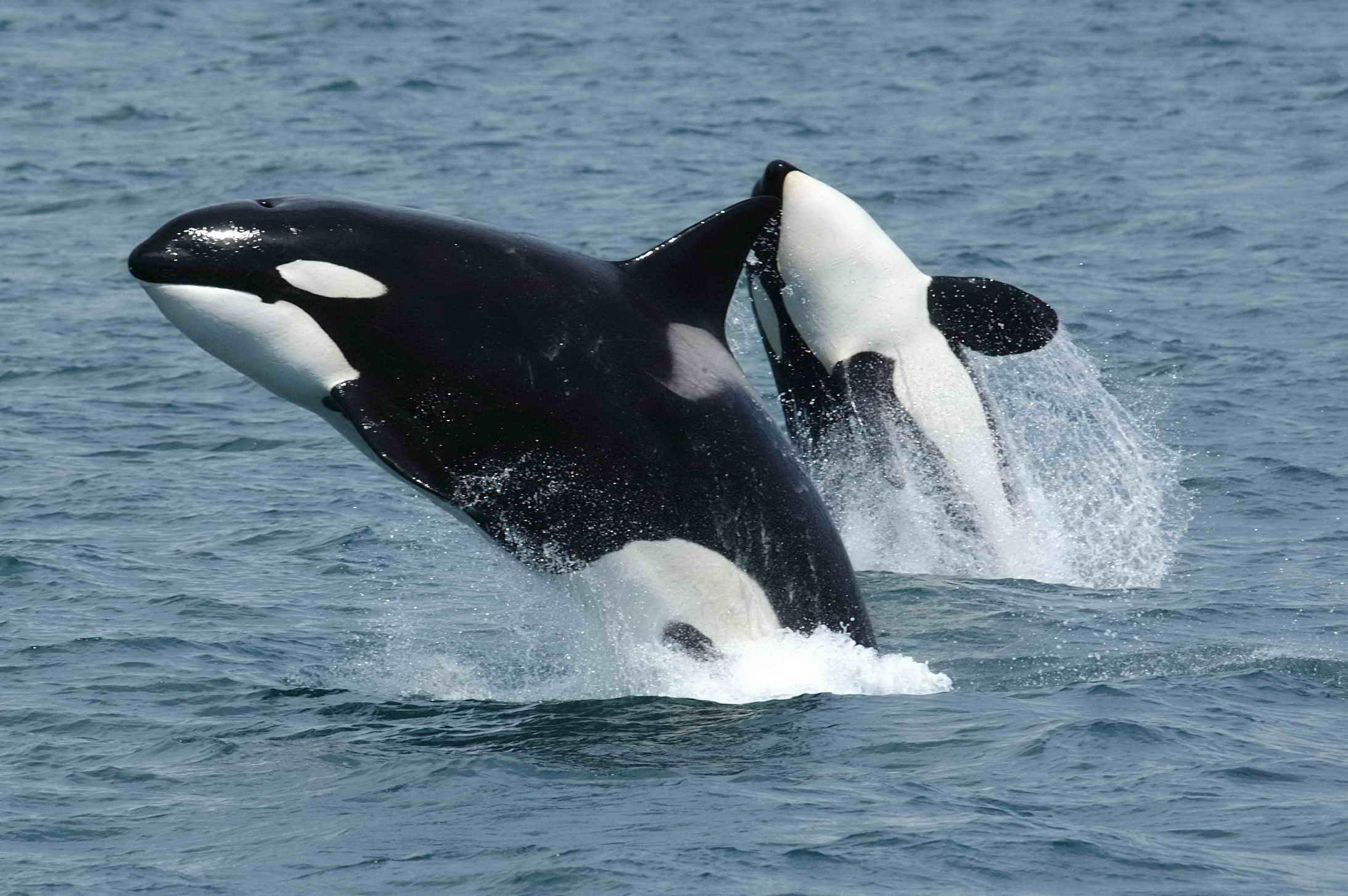
Orcinus orca
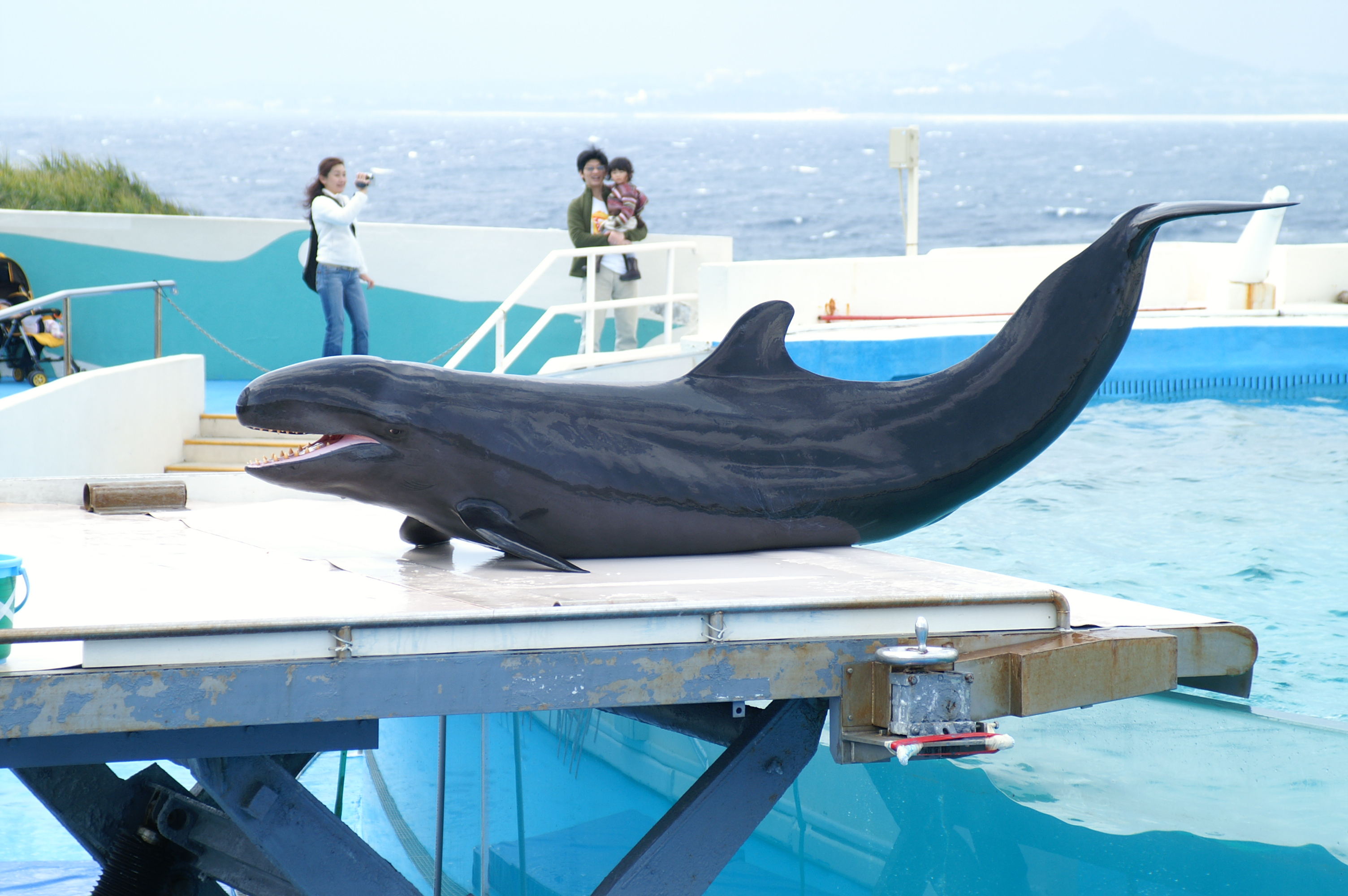
Pseudorca crassidens

### Phylogénie
D'après des études phylogénétiques récentes, la classification actuelle serait à revoir et la famille des Delphinidés serait à diviser en deux grands groupes, les Globicephalinae (contenant les orques et tous les grands dauphins à rostre arrondi) et les Delphininae (contenant la plupart des dauphins à rostre), avec le genre Lagenorhynchus comme groupe basal, indépendant (certains genres comme Cephalorhynchus n'ont pas été inclus à l'étude). Les deux grandes sous-familles auraient divergé il y a environ 8 millions d'années (Miocène supérieur).

## Menaces
Les Delphinidae sont victimes de deux points importants :
- leurs proies naturelles sont éventuellement malmenées par la surpêche
- à cause de la pollution et parce qu'ils sont haut placés dans la pyramide alimentaire, ils accumulent par le biais de leurs proies des polluants dans leurs tissus (avec parfois des cas d'intoxication alimentaire sévère dans les pays consommateurs de cétacés)

Certaines espèces territoriales (côtières) sont victimes de la disparition de leur habitat au profit de l'urbanisation.
Le tourisme de masse vient parfois perturber les groupes dans leur milieu naturel, qu'il s'agisse de plongée, de whale-watching, ou de pollution sonore due aux bateaux.
On suspecte certains puissants sonars (anthropiques) d'assourdir involontairement les cétacés et de créer des échouages massifs.
Toutes les espèces fluviales sont en train de s'éteindre du fait des barrages, de la pollution et des accidents avec les bateaux.